# Balam Quitzé
Balam Quitzé, B'alam Quitzé, Balam Kitzé  o Balam Ketzé es un personaje de la mitología maya. Era el dios protector de los campos y las cosechas. Se le rendía culto antes de empezar la siembra. Su rostro recuerda a sus padres, los reyes jaguar. Su nombre significa "jaguar con la dulce sonrisa" o "jaguar que ríe", y para los mayas fue el primer hombre en ser creado a partir del maíz, después del gran diluvio enviado por el dios Huracán. Los dioses crearon a la mujer Caha-Paluma específicamente para que se desposara con él.
Los otros hombres de maíz fueron Balam Akab (jaguar de la tierra), Mahucutah (el que está sentado) e Iki Balam (jaguar de la luna). La esposa de Balam Akab se llamaba Chomihá, que significa Agua Hermosa y Escogida; la de Mahucutah, Tzununihá que se traduce como Agua de Gorriones; y la de Iki Balam recibía el nombre de Caquixahá, Agua de Guacamaya.